# Bliznak
Bliznak (izvirno srbsko Близнак) je naselje v Srbiji, ki upravno spada pod Občino Žagubica; slednja pa je del Braničevskega upravnega okraja.

## Demografija
V naselju, katerega izvirno (srbsko-cirilično) ime je Близнак, živi 299 polnoletnih prebivalcev, pri čemer je njihova povprečna starost 43,7 let (42,7 pri moških in 44,7 pri ženskah). Naselje ima 115 gospodinjstev, pri čemer je povprečno število članov na gospodinjstvo 3,14.
To naselje je, glede na rezultate popisa iz leta 2002, večinoma srbsko, a v času zadnjih treh popisov je opazno zmanjšanje števila prebivalcev.
|  |

| Demografija | Demografija     | Demografija     |
| Leto        | Št. prebivalcev | Št. prebivalcev |
| ----------- | --------------- | --------------- |
|             |                 |                 |
|             |                 |                 |
|             |                 |                 |
|             |                 |                 |
| 1948        | 721             |                 |
| 1953        | 747             |                 |
| 1961        | 693             |                 |
| 1971        | 611             |                 |
| 1981        | 526             |                 |
| 1991        | 464             | 419             |
| 2002        | 412             | 361             |
|             |                 |                 |

| Etnična sestava po popisu iz leta 2002 | Etnična sestava po popisu iz leta 2002 | Etnična sestava po popisu iz leta 2002 | Etnična sestava po popisu iz leta 2002 | Etnična sestava po popisu iz leta 2002 |
| -------------------------------------- | -------------------------------------- | -------------------------------------- | -------------------------------------- | -------------------------------------- |
| Srbi                                   | Srbi                                   |                                        | 324                                    | 89,75%                                 |
| Vlahi                                  | Vlahi                                  |                                        | 34                                     | 9,41%                                  |
| Slovenci                               | Slovenci                               |                                        | 1                                      | 0,27%                                  |
| Romuni                                 | Romuni                                 |                                        | 1                                      | 0,27%                                  |
| Neznano                                | Neznano                                |                                        | 1                                      | 0,27%                                  |